# Hakkari (circonscription électorale)
Pour les articles homonymes, voir Hakkari (homonymie).
La circonscription électorale de Hakkari correspond à la province du même nom et envoie 3 députés à la Grande assemblée nationale de Turquie.

## Composition
La circonscription de Hakkari est divisée en 5 districts (ilçe). Chaque district est composé d'un chef-lieu et de municipalités (communes et villages).

## Résultats électoraux

### Élections législatives de 2018
| Partis                   | Partis                                        | Voix    | %     | Sièges | +/-           | Élus                     |
| ------------------------ | --------------------------------------------- | ------- | ----- | ------ | ------------- | ------------------------ |
|                          | Parti démocratique des peuples (HDP)          | 98 064  | 71,70 | 2      | 1             | Leyla Güven et Sait Dede |
|                          | Parti de la justice et du développement (AKP) | 28 048  | 20,51 | 1      | 1             | Husret Dinç              |
|                          | Parti d'action nationaliste (MHP)             | 5 167   | 3,78  | 0      | en stagnation |                          |
|                          | Parti républicain du peuple (CHP)             | 4 833   | 3,53  | 0      | en stagnation |                          |
|                          | Le Bon Parti (İYİ)                            | 1 826   | 1,34  | 0      | Nv.           |                          |
|                          | Parti de la cause libre (HÜDA PAR)            | 797     | 0,58  | 0      | en stagnation |                          |
|                          | Parti de la félicité (SP)                     | 746     | 0,55  | 0      | en stagnation |                          |
|                          | Parti patriote (VATAN)                        | 282     | 0,21  | 0      | en stagnation |                          |
|                          |                                               |         |       |        |               |                          |
| Total                    | Total                                         | 139 763 | 100   | 3      | en stagnation | -                        |
| Inscrits / participation | Inscrits / participation                      | 168 438 | 83,28 |        |               |                          |

### Élections législatives de 2023
| Partis                   | Partis                                        | Voix    | %     | Sièges | +/-           | Élus                                               |
| ------------------------ | --------------------------------------------- | ------- | ----- | ------ | ------------- | -------------------------------------------------- |
|                          | Parti de la gauche verte (YSP)                | 95 810  | 62,29 | 3      | 1             | Vezir Coşkun Parlak, Öznur Bartin et Onur Düşünmez |
|                          | Parti de la justice et du développement (AKP) | 31 645  | 20,57 | 0      | 1             |                                                    |
|                          | Parti républicain du peuple (CHP)             | 11 125  | 7,23  | 0      | en stagnation |                                                    |
|                          | Parti d'action nationaliste (MHP)             | 4 591   | 2,98  | 0      | en stagnation |                                                    |
|                          | Nouveau parti de la prospérité (YRP)          | 3 020   | 1,96  | 0      | Nv.           |                                                    |
|                          | Parti de la patrie (M)                        | 1 170   | 0,76  | 0      | Nv.           |                                                    |
|                          | Parti de gauche (SOL)                         | 939     | 0,61  | 0      | en stagnation |                                                    |
|                          | Parti de la grande unité (BBP)                | 473     | 0,31  | 0      | en stagnation |                                                    |
|                          | Parti de la justice (AP)                      | 360     | 0,23  | 0      | Nv.           |                                                    |
|                          | Parti de la mère patrie (ANAP)                | 325     | 0,21  | 0      | en stagnation |                                                    |
|                          | Parti des droits et libertés (HAK)            | 218     | 0,14  | 0      | en stagnation |                                                    |
|                          | Le Bon Parti (İYİ)                            | 182     | 0,12  | 0      | en stagnation |                                                    |
|                          | Parti de l'union du pouvoir (GBP)             | 160     | 0,10  | 0      | Nv.           |                                                    |
|                          | Parti des travailleurs de Turquie (TIP)       | 148     | 0,10  | 0      | en stagnation |                                                    |
|                          | Parti de la nation (MP)                       | 146     | 0,09  | 0      | en stagnation |                                                    |
|                          | Parti de libération du peuple (HKP)           | 145     | 0,09  | 0      | en stagnation |                                                    |
|                          | Parti patriote (VATAN)                        | 137     | 0,09  | 0      | en stagnation |                                                    |
|                          | Parti communiste de Turquie (TKP)             | 131     | 0,09  | 0      | en stagnation |                                                    |
|                          | Mouvement communiste (TKH)                    | 70      | 0,05  | 0      | Nv.           |                                                    |
|                          | Parti de l'innovation (YP)                    | 61      | 0,04  | 0      | Nv.           |                                                    |
|                          | Parti de la victoire (ZP)                     | 50      | 0,03  | 0      | Nv.           |                                                    |
|                          | Parti de la justice et de l'unité (AB)        | 7       | 0,00  | 0      | Nv.           |                                                    |
|                          | Parti jeune (GP)                              | 6       | 0,00  | 0      | en stagnation |                                                    |
|                          | Parti de la route nationale (MYP)             | 1       | 0,00  | 0      | Nv.           |                                                    |
|                          | Indépendants (Ind.)                           | 2 890   | 1,88  | 0      | en stagnation |                                                    |
|                          |                                               |         |       |        |               |                                                    |
| Total                    | Total                                         | 153 810 | 100   | 3      | en stagnation | -                                                  |
| Inscrits / participation | Inscrits / participation                      | 186 358 | 83,58 |        |               |                                                    |